# Ruhanga
Ruhanga è il nome di diverse figure divine o semi-divine correlate, appartenenti alle mitologie di alcuni popoli di ceppo bantu dell'Africa centro-orientale, tra cui i Banyoro, i Banyankole, i Bahume, i Toro, i Chiga e i Bambwa.
Per alcuni di questi popoli (per esempio i Banyoro e i Bahuma), Ruhanga è la divinità suprema, che aiuta la gente come se fosse un padre, donando buoni raccolti e prole numerose. Malattia e morte sono il prezzo che si paga per avergli disobeddito. Come in quasi tutte le culture africane bantu, la divinità suprema non è tipicamente oggetto di culto diretto.
Un mito banyoro su Ruhanga spiega in quale modo la morte sia divenuta parte della natura umana. Secondo questo mito, in origine, gli uomini tornavano in vita dopo morti, a differenza degli animali. Un giorno donna rifiutò di essere felice per una persona tornata in vita, perché era afflitta dalla morte del suo cane. Offeso dal comportamento della donna, Ruhanga tolse anche agli uomini la possibilità di tornare in vita.
Oltre che creatore del mondo, in alcune mitologie (per esempio in quelle dei Banyankole e dei Batembuzi) Ruhanga è il primo antenato da cui discende l'intero popolo e, più direttamente, la dinastia regale o la classe dominante.